# 12031 Кобатон
12031 Кобатон (12031 Kobaton) — астероїд головного поясу, відкритий 30 січня 1997 року.
Тіссеранів параметр щодо Юпітера — 3,530.